# Skin (película de 2018)
Skin es una película de drama biográfico estadounidense escrita y dirigida por Guy Nattiv. Sigue la vida de Bryon Widner, exmiembro de un grupo skinhead,  y está protagonizada por Jamie Bell, Vera Farmiga, Danielle Macdonald, Mike Colter y Bill Camp. 
Tuvo su estreno mundial en el Festival Internacional de Cine de Toronto el 8 de septiembre de 2018. Fue estrenada el 26 de julio de 2019 por A24 y DirecTV Cinema. 

## Elenco
- Jamie Bell como Bryon "Pitbull" Widner
- Tyler Williamson como joven Bryon
- Vera Farmiga como Shareen Krager
- Danielle Macdonald como Julie Price
- Mike Colter como Daryle Lamont Jenkins
- Bill Camp como Fred "Hammer" Krager
- Mary Stuart Masterson como agente Jackie Marks
- Daniel Henshall como Slayer
- Ari Barkan como Bulldog
- Justin Wilson como Mike
- Scott Thomas como Sean
- Michael Villar como Jerry

## Producción

### Desarrollo
El 11 de mayo de 2017, Seville International compró los derechos internacionales de Skin en el 70.º Festival de Cine de Cannes. En agosto de 2018, se informó que el compositor Dan Romer estaría grabando la música para la función.

### Casting
En mayo de 2017, se anunció que Jamie Bell y Danielle Macdonald protagonizarían la película, con Nattiv escribiendo el guion, produciendo y dirigiendo. En marzo de 2018, después de que comenzara la producción de la película, se anunció que Vera Farmiga se uniría al elenco de la película, con la producción de la esposa de Nattiv, Jaime Ray Newman. Ese mismo mes, Mike Colter fue elegido para interpretar a Daryle Lamont Jenkins, fundador del Proyecto One People's. Poco después, los actores Ari Barkan, Scott Thomas, Daniel Henshall, Michael Villar, Justin Wilson y Russel Posner se unieron al elenco. 

### Rodaje
El rodaje comenzó en enero de 2018 en Kingston, Nueva York, y se completó en marzo de 2018. 

## Lanzamiento
Tuvo su estreno mundial en el Festival Internacional de Cine de Toronto el 8 de septiembre de 2018. Poco después, A24 y DirecTV Cinema adquirieron los derechos de distribución de la película. Fue estrenada el 26 de julio de 2019.